# Između nas
Između nas debitantski je studijski album virovitičkog rock sastava Vatra, koji je 1999. godine objavila diskografska kuća Jabukaton.
Album sadrži osam skladbi, a njihov producent je Denis Mujadžić - Denyken. Skladba "Vrati se" objavljena je kao prvi singl, a uz spot za tu skladbu snimljeni su spotovi i za skladbe "Bilo je dobro dok je trajalo", "L.A." i "Tvoja ljubav".

## Popis pjesama
1. "Samo bog zna" (4:45)
2. "Ne vjeruj nikome" (3:21)
3. "Bilo je dobro dok je trajalo" (4:19)
4. "Ti znaš gdje se krije milost" (3:14)
5. "Tvoja ljubav" (3:18)
6. "L.A." (4:45)
7. "Probudi me" (3:44)
8. "Vrati se"(5:15)

## Izvođači
- Ivan Dečak – vokali, ritam gitara
- Krunoslav Ivković – električna gitara, akustična gitara
- Boris Gudlin – bas-gitara
- Irena "Cega" Celio – klavijature, prateći vokali
- Mario Robert Kasumović – bubnjevi

## Vanjske poveznice
- Discogs.com - Recenzija albuma